# ستيفن إي. هاريس
ستيفن إي. هاريس (29 نوفمبر 1936) فيزيائي أمريكي معروف بمساهماته في الشفافية التي تسببها الكهرمغنطيسية (بالإنجليزية: electromagnetically induced transparency)‏،  وتعدل من الفوتونات المنفردة، وانبعاث الأشعة السينية.